# Schlöten
Schlöten ist ein Ortsteil der Gemeinde Schalksmühle im Märkischen Kreis im Regierungsbezirk Arnsberg in Nordrhein-Westfalen (Deutschland).

## Lage und Beschreibung
Der Wohnplatz befindet sich oberhalb des Tals der Volme unmittelbar an der Stadtgrenze zu Lüdenscheid am Ende einer Zufahrt von der Landesstraße 561, die auch Horst, Golsberg und Altenhorst anbindet. Westlich des Orts fällt das Gelände in dem Naturschutzgebiet Steinbruch Arenritt steil zur Volme ab.
Weitere Nachbarorte auf dem Schalksmühler Gemeindegebiet sind Lauenscheid, Lauenscheiderohl, Halverscheiderohl, Hermannshöh, und Strücken, auf Lüdenscheider Stadtgebiet Hammerhaus, Linnepermühle, Lehmecke, Frohnenberg und Heide.

## Geschichte
Schlöten gehörte bis zum 19. Jahrhundert der Midder Bauerschaft des Kirchspiels Hülscheid an. Ab 1816 war der Ort Teil der Gemeinde Hülscheid in der Bürgermeisterei Halver im Kreis Altena, 1818 lebten 13 Einwohner im Ort. Der laut der Ortschafts- und Entfernungs-Tabelle des Regierungs-Bezirks Arnsberg als Hof kategorisierte Ort besaß 1839 unter dem Namen Schloeten zwei Wohnhäuser, eine Fabrikationsstätte bzw. Mühle und zwei landwirtschaftliche Gebäude. Zu dieser Zeit lebten 19 Einwohner im Ort, allesamt evangelischen Bekenntnisses.
1844 wurde die Gemeinde Hülscheid mit Schlöten von dem Amt Halver abgespaltet und dem neu gegründeten Amt Lüdenscheidzugewiesen.
Der Ort ist auf der Preußischen Uraufnahme von 1840 unter dem Namen Schlöter verzeichnet. Ab der Preußischen Neuaufnahme von 1892 ist der Ort auf Messtischblättern der TK25 als Schlöten verzeichnet.
Die Gemeinde- und Gutbezirksstatistik der Provinz Westfalen führt 1871 den Ort als Hof unter dem Namen Schlöten mit vier Wohnhäusern und 40 Einwohnern auf.  Das Gemeindelexikon für die Provinz Westfalen gibt 1885 für Schlöten eine Zahl von 31 Einwohnern an, die in vier Wohnhäusern lebten. 1895 besitzt der Ort vier Wohnhäuser mit 27 Einwohnern, 1905 werden vier Wohnhäuser und 18 Einwohner angegeben.
1969 wurden die Gemeinden Hülscheid und Schalksmühle zur amtsfreien Großgemeinde (Einheitsgemeinde) Schalksmühle im Kreis Altena zusammengeschlossen und Schlöten gehört seitdem politisch zu Schalksmühle, das 1975 auf Grund des Sauerland/Paderborn-Gesetzes Teil des neu geschaffenen Märkischen Kreises wurde.